# Мбо Мбуш
Мбо Мбуш (Боні Бош) (*д/н — бл. 1670) — 4-й н'їм (володар) держави Куба в 1650—1670 роках.

## Життєпис
Близько 1650 року посів трон після смерті рідного (або стриєчного) брата Мголо Мбуша. В легендах народу бакуба уславився як великий вояк та мисливець. Описується величезного зросту та сили.
Зміцнив владу н'їма над залежними племенами, відновивши попередні кордони Куби. Також реформував систему спадкування трону, запровадивши систему наслідування в першу чергу небожами правителями, а потім його братами. Водночас надав власним синам численні привілеї та землі, започаткувавши відповідну традицію для наступних володарів. З них стала формуватися нова придворна і земельна аристократія.
Водночас Мбо Мбуш активно розширював володіння, рухаючись уздовж річкох Лулуа і Касаї. На півдні підкорив племена пьяанг з народу луба. В результаті держава перетворилася в найбільшу потугу в своєму регіоні.
За лгендою тривале панування Мбо Мбуша так втомило його підданих, що вони вирішили влаштувати проти нього змову. Його улюблена дружина зі слугою перерізали горло або задушили н'їма. Новим володарем став його небіж Конго Кама Боманхала.